# مايك يونغ (شخصية أعمال)
مايك يونغ (بالإنجليزية: Mike Young)‏ هو شخصية أعمال بريطاني، ولد في 1945 في باري ‏ في المملكة المتحدة.

## وصلات خارجية
- مايك يونغ على موقع IMDb (الإنجليزية)
- مايك يونغ على موقع قاعدة بيانات الفيلم (الإنجليزية)